# Matej Hradecký
Matej Hradecký (* 17. dubna 1995 Turku, Finsko) je finský fotbalový záložník a mládežnický reprezentant slovenského původu, který působí na Slovensku, ve klubu MFK Skalica

## Rodina
Jeho otec je bývalý volejbalista, který odešel za angažmá do Finska. Jeho bratři Lukáš a Tomáš jsou také fotbalisté.

## Klubová kariéra
- TPS Turku (mládež)
- TPS Turku 2012–

## Reprezentační kariéra
Matej nastoupil ve finské mládežnické reprezentaci U19. Ve finské jedenadvacítce debutoval v lednu 2014.